# Tamara Todevska
Tamara Todevska (in macedone Тамара Тодевска?; Skopje, 1º giugno 1985) è una cantante macedone.
Ha rappresentato la Macedonia del Nord all'Eurovision Song Contest 2008, con Vrčak e Adrijan Gaxha, classificandosi al 10º posto nella seconda semifinale, e come solista all'Eurovision Song Contest 2019, classificandosi al 7º posto nella finale dell'evento.

## Biografia
Nata a Skopje, nella RS Macedonia, da Velko Todevski, professore di musica, e Branka Todevska, cantante lirica serbo-bosniaca, ha una sorella maggiore, Tijana, con la quale ha condiviso la passione per la musica. Le due infatti si esibirono in un duetto allo Skopje Fest del 1997 con il brano Igra luda.

### Carriera musicale
Lo slancio alla sua carriera musicale è arrivato nel 2003 con la partecipazione al festival montenegrino Sunčane Skale di Castelnuovo, dove con il brano 1003 si classificò seconda dietro a Bojan Marović. L'anno successivo entra in contatto con il produttore discografico Aleksandar Masevski, che produrrà il suo primo album, Sino, pubblicato nel 2005.
Nel 2007 prende nuovamente parte allo Skopje Fest, organizzato per scegliere il rappresentante della Macedonia all'Eurovision Song Contest 2007, con il brano Kaži Koj Si Ti, che si classifica al secondo posto con 105 punti.
Sull'onda del successo partecipa anche all'edizione successiva insieme a Vrčak e Adrijan Gaxha con Vo ime na ljubovta, che, vinto il festival, rappresentarono la Macedonia all'Eurovision 2008 con la versione inglese, intitolata Let Me Love You, mancando di pochi punti la finale e classificandosi all'11º posto nella seconda semifinale.
Nel 2019 è stata selezionata internamente per rappresentare la Macedonia del Nord all'Eurovision Song Contest 2019 con il brano Proud, che si classificherà al 7º posto nella finale dell'evento con 305 punti, decretando il miglior risultato per la nazione dal debutto del 1998, ma mancando per un errore tecnico il maggior numero di voti dalle giurie. Dopo il termine della manifestazione l'Unione europea di radiodiffusione ha comunque precisato che la Macedonia aveva vinto il voto delle giurie, imputando ad un errore umano l'erronea ripartizione dei punteggi.
Nello stesso anno ha preso parte al Kënga Magjike con il brano Monsters.

## Vita privata
Il 27 giugno 2015 ha sposato l'ex giocatore di basket macedone Aleksandar Dimitrovski-Mačka, dal quale ha avuto due figli: Hana, nata nel 2016, e Daren.

## Discografia

### Album in studio
- 2005 - Sino
- 2015 - Eden den

### Singoli
- 1997 - Igra luda (feat. Tijana Dapčević)
- 2002 - Dali znam
- 2002 - Koga bi mozela (feat. Branka Todevska)
- 2003 - 1003
- 2004 - Sex
- 2004 - Sinp
- 2004 - Molci molci (feat. Ronin)
- 2005 - Najverni prijateli
- 2005 - Ljubi, ljubi (con Tuna)
- 2005 - Šetaj
- 2005 - A, što ako?
- 2005 - Ljubovna prikazna (feat. Ugro)
- 2006 - Losa devojka
- 2006 - Sedmo nebo (feat. Vrčak)
- 2007 - Kaži koj si ti
- 2007 - Luda (feat. DNK e Vrčak)
- 2007 - Za Makedonija (feat. Toni Zen)
- 2007 - Smešhno zar ne
- 2008 - Let Me Love You (con Vrčak e Adrijan Gaxha)
- 2008 - So maki sum se rodila
- 2008 - Dajem ti sve
- 2009 - Usne ko krv
- 2009 - Una magia Pandev (feat. Toni Zen)
- 2009 - Šarena pesma
- 2009 - Davam jas se
- 2019 - Proud
- 2019 - Monsters